# Laguna Miscanti

Miscanti lake

Laguna Miscanti är en hjärtformad sjö med bräckt vatten i altiplanon i Region de Antofagasta i norra Chile. Vulkanen Miñiques och berget Cerro Miscanti ligger vid sjön.